# Synagoga v Augsburgu
Synagoga v Augsburgu (německy Augsburger Synagoge) byla postavena mezi lety 1914 a 1917 podle návrhu architektů Friedricha Landauera a Dr. Heinricha Lömpela v secesním stylu.
Ačkoliv budova byla vážně poškozena požárem za křišťálové noci 10. listopadu roku 1938, zůstala stát. Požárníci ji uhasili, neboť hrozilo, že by se oheň rozšířil na okolní zástavbu – se synagogou těsně sousedila banka a benzínová pumpa. Po dobu 2. sv. války byla budova synagogy využívána jako sklad městského divadla.
Stavba synagogy prošla mezi lety 1976 až 1984 kompletní rekonstrukcí a byla navrácena svému původnímu účelu. Roku 1985 zde bylo otevřeno Muzeum židovské kultury Augšpurk-Švábsko.
Od 1. listopadu 2006 je zde navíc k vidění expozice nazvaná Dějiny Židů v Augšpurku a Švábsku od středověku po současnost.
Nejcharakterističtějším architektonickým prvkem synagogy je 29 metrů široká střešní kopule, zdobená ornamenty. Jedná se o jednu z nejlépe „dochovaných“ secesních synagog na světě.

## Galerie

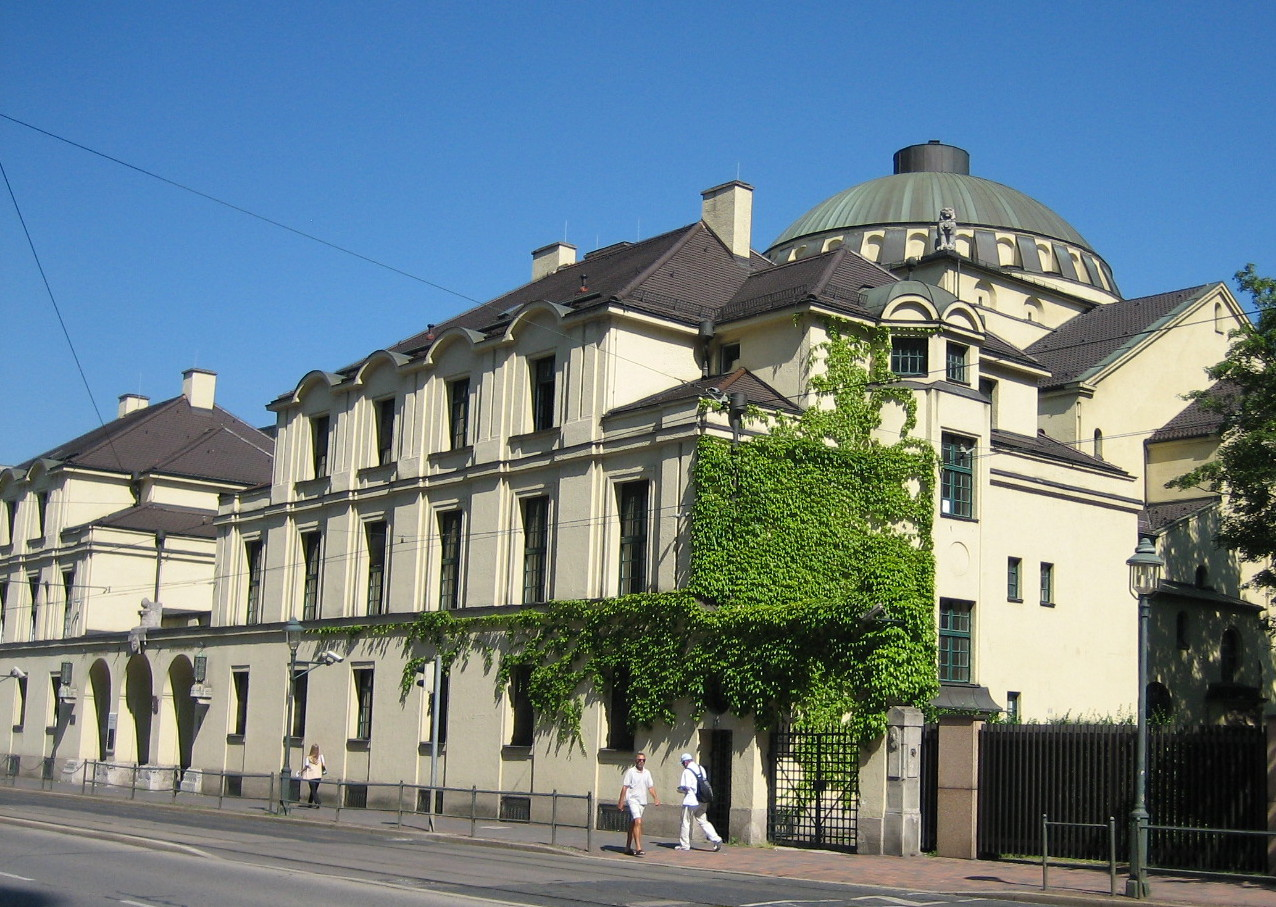
Pohled z ulice
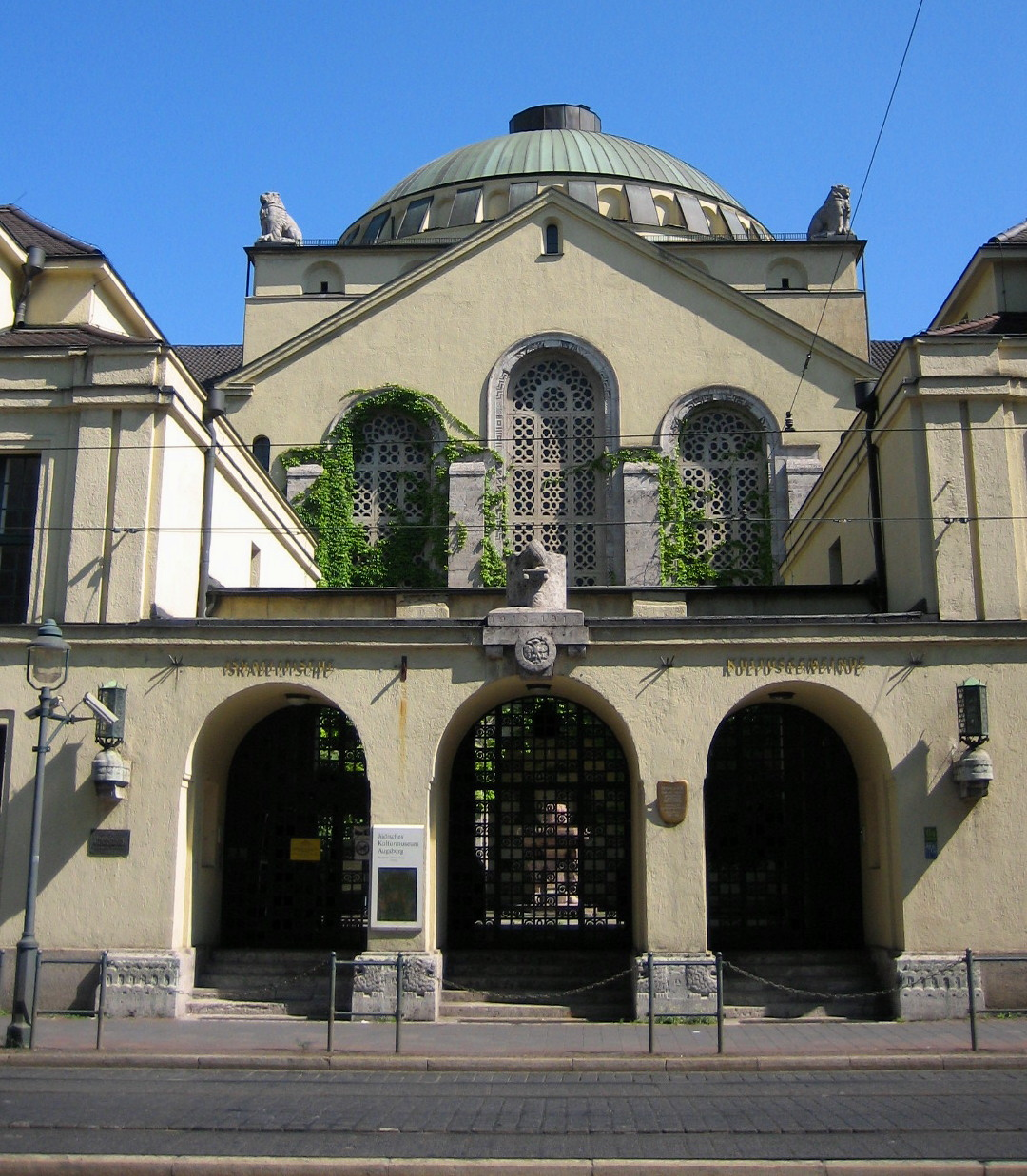
Čelní fasáda
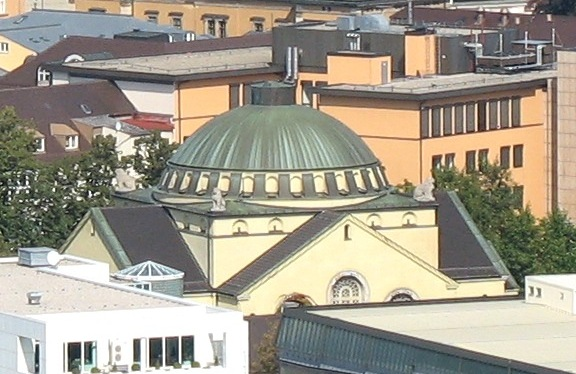
Kopule synagogy